# ۱۰۸۶ (میلادی)
۱۰۸۶ (میلادی) هزار وهشتاد و ششمین سال تقویم میلادی است.

## درگذشتگان
- ۲۱ مه – وانگ آنشی، اقتصاددان و شاعر چینی (ز. ۱۰۲۱)